# Copaifera depilis
Copaifera depilis är en ärtväxtart som beskrevs av John Duncan Dwyer. Copaifera depilis ingår i släktet Copaifera, och familjen ärtväxter. Inga underarter finns listade i Catalogue of Life.